# 吴依铭
吴依铭（2006年11月22日—），江苏无锡人，中国围棋职业六段棋手，绰号“小魔女”。她2018年入段，2024年5月升为六段。
2022年5月，作为先锋在首届湖盘杯首尔新闻世界女子围棋霸王战钟取得五连胜，并晋升四段。2023年10月，与队友於之莹、李赫获得亚运会围棋女子团体金牌。2025年5月，在全国围棋个人赛女子组中以九战全胜获得冠军。

## 升段记录
2018年8月14日入段。
2019年9月29日二段。
2021年3月27日三段。
2022年5月26日四段。
2023年5月30日五段。
2024年5月17日六段。

## 业余成绩
吴依铭4岁半时，父母希望培养她安静的性格，为她报名了无锡育新围棋俱乐部的体验课程。吴依铭从此喜欢上围棋，在幼儿园大班时达到了业余5段。吴依铭7岁时，曾和国家围棋队领队女棋手华学明下了一盘被让三子的指导棋并取得胜利，得到国家围棋队总教练俞斌的赞扬。
2014年，吴依铭考入中国棋院杭州分院。经过两年学习进入冲段班。
2016年，获得全国少年儿童赛女子儿童组冠军。
2017年，在第十三届全运会业余女子个人赛中名列第五，后又搭档刘云程，帮助江苏队赢得围棋业余混合团体赛冠军。同年，卫冕全国少年儿童赛女子儿童组冠军。

## 职业生涯
2018年，年仅11岁的吴依铭成功定段，成为当时中国大陆最小年龄定段的女子职业围棋手。
2019年，代表杭州云林决破队参加中国女子围棋甲级联赛，成为当届赛事最年轻棋手。12月，战胜仲邑堇，夺得吴清源杯中日女子围棋超新星邀请赛冠军。
2020年，在第三届吴清源杯世界女子围棋赛中战胜谢依旻，16强战不敌吴侑珍，获得16强。
2022年4月，在杭州亚运会选拔赛中获得第五名，无缘亚运阵容，但获得了湖盘杯入选资格。5月，作为先锋接连战胜仲邑堇，李瑟珠、铃木步、许瑞玹和谢依旻，豪取五连胜，助力中国队夺得首届湖盘杯首尔新闻世界女子围棋霸王战冠军，依照中国围棋协会的相关规定晋升四段。7月，在第二届天台山杯全国女子围棋公开赛中获得亚军。同月，在第五届吴清源杯世界女子围棋赛中战胜牛荣子，不敌金彩瑛，获得16强。
2023年5月，在杭州亚运会选拔赛重选中，以10胜4负获得第二名，入选亚运会中国女队阵容。6月，在第六届吴清源杯世界女子围棋赛中战胜仲邑堇，不敌崔精，获得16强。7月，在建桥杯中国女子围棋公开赛中不敌王晨星，获得8强。8月，在中国女子围棋名人战首轮不敌方若曦，获得32强。10月，在决赛中力克金恩持，与队友於之莹、李赫共同帮助中国队获得亚运会围棋女子团体金牌。，这也是中国围棋在亚运会的首金。11月，在全国围棋个人赛女子组中获得第3名。
2024年1月，在中日韩天才少女三国志中战胜仲邑堇，不敌金恩持获得亚军。5月，在第1届北海新绎杯世界围棋公开赛中国预选赛中出线。9月，在女子国手战中不敌唐嘉雯，获得4强。10月，在女子名人战中首轮不敌李小溪，获得32强。11月，在第七届吴清源杯世界女子围棋赛首轮中不敌吴侑珍，止步24强。
2025年4月，第一届北海新绎杯世界围棋公开赛本赛第一轮战胜文敏钟，次轮不敌陈贤，止步32强。5月，在全国围棋个人赛女子组中以九战全胜获得冠军。6月，在烂柯杯世界围棋公开赛预选赛女子组中，连胜周泓余、金恩持闯入本赛，第一轮不敌谢尔豪，获得32强。7月，获得嘉兴周懒予杯中国新锐围棋公开赛女子组亚军。

## 国际比赛成绩
| 赛事         | 2020 | 2021 | 2022 | 2023 | 2024 |
| ------------ | ---- | ---- | ---- | ---- | ---- |
| 吴清源杯     | 16强 | ×    | 16强 | 16强 | 24强 |
| 扇兴杯       | —    | ×    | ×    | ×    | ×    |
| 黄龙士杯个人 | —    | —    | —    | —    | ×    |
| 湖盘杯       | —    | —    | 5:1  | —    | —    |
| 亚运会       | —    | —    | —    | 冠军 | —    |

非限制世界大赛成绩：
2025年：北海新绎杯32强（胜文敏钟，负陈贤）、烂柯杯48强（负谢尔豪）
- 注1：× 表示未打进本赛或未参加，— 表示当年度未新开赛，斜体字 表示进入本赛后未赢一场
- 注2：擂台赛的为当年个人对赛记录（胜:负），金色背景表示终结比赛，加粗表示当届冠军是中国队

## 联赛成绩
| 届数 | 年份   | 队名           | 队伍排名 | 队友                   | 队伍成绩 | 个人成绩 | 个人奖项   |
| ---- | ------ | -------------- | -------- | ---------------------- | -------- | -------- | ---------- |
| 7    | 2019年 | 杭州云林觉破队 | 6        | 宋容慧、高星、方若曦   | 9胜9负   | 2胜12负  | 无         |
| 8    | 2020年 | 杭州云林觉破队 | 4        | 高星、方若曦、徐晶琦   | 10胜8负  | 8胜8负   | 无         |
| 9    | 2021年 | 杭州云林觉破队 | 3        | 周泓余、方若曦、徐晶琦 | 12胜6负  | 7胜10负  | 无         |
| 10   | 2023年 | 杭州智运学校队 | 6        | 高星、储可儿、祝菲鸿   | 9胜9负   | 10胜8负  | 无         |
| 11   | 2024年 | 厦门国际银行队 | 5        | 高星、冯韵嘉、刘砚畅   | 10胜8负  | 14胜4负  | 最佳进步奖 |

## 年表
| 年份 | 女子国手 | 女子名人 | 女子名手 | 建桥杯 | 个人赛   | 兵聖杯 （世界） | 扇興杯 （世界） | 吳清源杯 （世界） | 其他棋战                 | 备注 |
| ---- | -------- | -------- | -------- | ------ | -------- | --------------- | --------------- | ----------------- | ------------------------ | ---- |
| 2018 |          | 32强     |          |        | 第24名   |                 |                 |                   |                          | 初段 |
| 2019 |          | 32强     |          | 16强   | 第30名   |                 |                 |                   | 中日超新星女子对抗赛冠军 | 二段 |
| 2020 |          |          |          |        |          |                 |                 | 16强              |                          |      |
| 2021 |          |          |          |        |          |                 |                 |                   |                          | 三段 |
| 2022 |          |          |          |        | 第12名   |                 |                 | 16强              | 湖盘杯冠军               | 四段 |
| 2023 |          | 32强     | 4强      | 8强    | 第3名    |                 |                 | 16强              | 亚运会女子团体金牌       | 五段 |
| 2024 | 4强      | 32强     |          |        | 第6名    |                 |                 | 24强              |                          | 六段 |
| 2025 |          |          |          |        | 方若曦 o |                 |                 |                   |                          |      |